# Türkmenisztán vasúti közlekedése

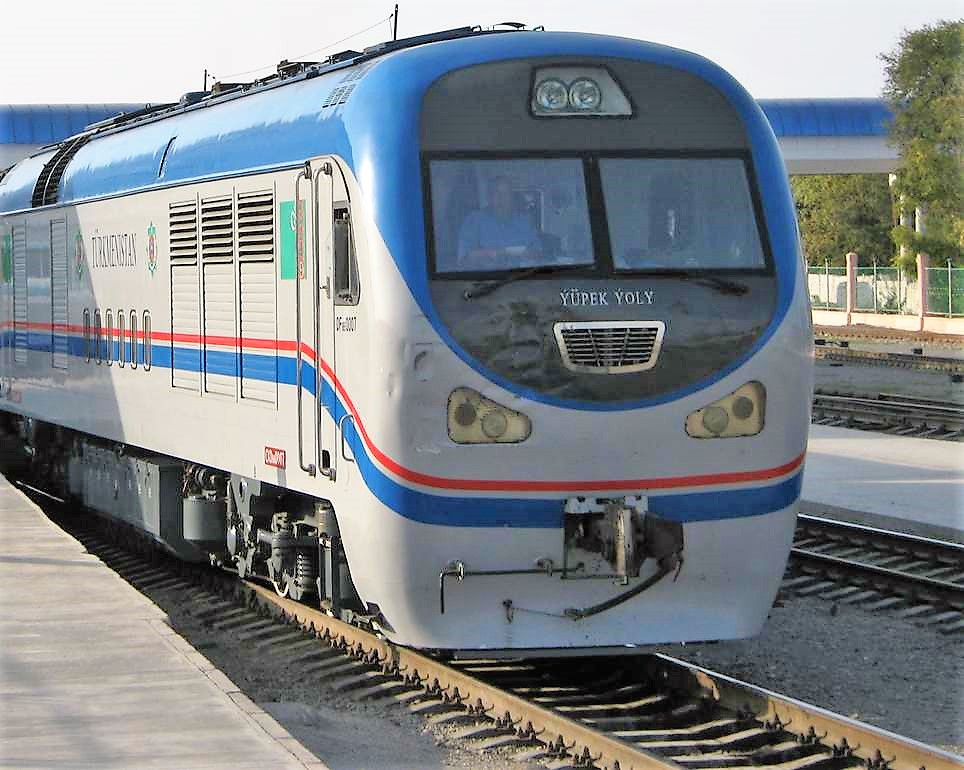
Dízelmozdony Türkmenisztánban

Türkmenisztán vasúthálózatának hossza 2980 km, 1520 mm nyomtávú.

## Vasúti kapcsolata más országokkal
- Irán - igen, csak teherszállítás, 1520 mm / 1435 mm
- Afganisztán - igen, egy nagyon rövid vonal, személyszállítás nélkül
- Kazahsztán - igen, eltérő nyomtávolság: 1520 mm - 1435 mm, 2013 óta[2]
- Üzbegisztán - igen, A Kaszpi-tengeren át komppal, csak személyszállítás